# 済南道
済南道（さいなん-どう）は中華民国北京政府により設置された山東省の道。

## 沿革
1913年（民国2年）1月18日に岱北道として設置。観察使は歴城県に設置され、下部に章丘、鄒平、淄川、長山、桓台、斉河、斉東、済陽、長清、泰安、新泰、萊蕪、肥城、恵民、陽信、無棣、浜県、利津、楽陵、沾化、蒲台、商河、青城、博興、高苑、博山の27県を管轄した。1914年（民国3年）5月23日に観察使は道尹と改められた。。1925年（民国14年）に行政管轄範囲が大幅に縮小し、管轄県は歴城、章丘、鄒平、淄川、長山、桓台、斉河、斉東、済陽、長清の10県とされた。1928年（民国17年）5月に廃止されている。

## 行政区画
廃止直前の下部行政区画は下記の通り。（50音順）
- 桓台県
- 斉河県
- 斉東県
- 済陽県
- 淄川県
- 章丘県
- 鄒平県
- 長山県
- 長清県
- 歴城県